# Holcopyge
Holcopyge is een geslacht van kevers van de familie snoerhalskevers (Anthicidae).

## Soorten
- H. meridionalis Champion, 1890
- H. pallidicornis Champion, 1890